# Монпти
«Монпти» (фр. Monpti — «мой малыш») — дебютный роман венгерского писателя Габора фон Васари, увидевший свет в 1934 году. Автор, проживший несколько лет в Париже, с изрядной долей юмора рассказывает от первого лица о своей жизни во французской столице и своих любовных переживаниях. В 1957 году роман «Монпти» был экранизирован немецким режиссёром Хельмутом Койтнером. В главных ролях в одноимённом фильме снялись Хорст Буххольц и Роми Шнайдер.